# Gijzelaar
Het begrip gijzelaar kan op twee manieren worden gebruikt. Een gijzelaar is enerzijds een persoon die tegen de eigen wil door een misdadiger gevangen wordt gehouden met het doel iets van de persoon zelf of van derden gedaan te krijgen, waarop de gevangene vrijgelaten gaat worden. Anderzijds wordt ook de misdadiger, die iemand gijzelt, wel gijzelaar genoemd.
Om eventuele verwarring te voorkomen wordt een persoon die wordt gegijzeld, in plaats van gijzelaar, gegijzelde genoemd. Voor degene die iemand gijzelt kan in plaats van gijzelaar de benaming gijzelhouder of gijzelnemer worden gebruikt.
Het doel van een gijzeling kan variëren van een vrije doortocht voor de gijzelnemer, bijvoorbeeld na een overval, tot het gijzelen van mensen ter afdwinging van een politiek doel.
Wanneer iemand langdurig gegijzeld wordt kan het gebeuren dat de gegijzelde sympathie voor de gijzelnemer krijgt. Dit psychologisch verschijnsel wordt het stockholmsyndroom genoemd.
In de rechtspraak kan gebruik worden gemaakt van gijzeling van een persoon voor het afdwingen tot betaling van schulden. Dit wordt genoeglijk niet als misdadig beschouwd.

## Nederlandse gijzelaars in andere landen
De volgende Nederlanders werden lange tijd ontvoerd:
- in Rusland: Arjan Erkel, medewerker van Artsen zonder Grenzen, ontvoerd op 12 augustus 2002, vrijgelaten op 11 april 2004
- in Jemen: Judith Spiegel en Boudewijn Berendsen, ontvoerd in juni 2013, vrijgelaten in december 2013[3][4]
- in Mali: Sjaak Rijke,[5] ontvoerd op 25 november 2011, bevrijd op 6 april 2015[6]
- op de Filipijnen: Ewold Horn,[7] vogelspotter, ontvoerd door Abu Sayyaf op 1 februari 2012. Tijdens een ontsnappingspoging vond Horn in mei 2019 de dood.[8]
- In Gaza: Ofir Engel[9]. Ontvoerd door Hamas op 7 oktober 2023, na 54 dagen vrijgelaten.

## Onderhandelingen
Over de vrijlating van gegijzelden in het buitenland wordt meestal door de werkgever of de familie onderhandeld. Regeringen kunnen niet veel anders dan contacten onderhouden op diplomatiek niveau in het desbetreffende land. Onderhandelingen met gijzelnemers kunnen jaren duren.

## Geschiedenis

#### Gijzeling van vazallen
Eeuwen geleden was het gebruikelijk om de kinderen van leiders van een vazalstaat te gijzelen om zo de verzekering te hebben dat de vazallen niet in opstand zouden komen. In de 1e eeuw v.Chr. woonden vele buitenlandse prinsen om deze reden in Rome. Ook in het Verre Oosten was dit gebruik bekend, zoals blijkt uit de geschiedenis van prins Naresuan van Siam.

#### Gijzelingen door Molukkers in Nederland
De tweede generatie Molukkers zorgde in de jaren 70 in Nederland voor opschudding met gijzelingen, waarbij ook doden vielen. Er waren onder meer de treinkaping bij Wijster, de treinkaping bij De Punt, de bezetting van de woning van de Indonesische ambassadeur in Wassenaar, de gijzeling in het provinciehuis te Assen en de gijzeling in een lagere school in Bovensmilde. De jonge Molukkers voelden zich miskend en eisten dat Nederland zich meer voor hun vrijheid in Indonesië zou inzetten.

#### Bekende gijzelaars
- Polybios, Grieks historicus
- Theodorik de Grote
- Miguel de Cervantes, auteur van Don Quichot

## Bekende ontvoeringen
Gijzelaars zijn het slachtoffer van een ontvoering. In onderstaande gevallen hebben de slachtoffers de ontvoering overleefd.

#### in Nederland
- 2005: Ontvoering van Claudia Melchers
- 1987: Ontvoering van Valérie Albada Jelgersma
- 1983: Ontvoering van Freddy Heineken, slachtoffers waren Ab Doderer en Freddy Heineken
- 1982: Ontvoering van Toos van der Valk
- 1977: Maup Caransa

#### in Colombia
- 2002-2008: Íngrid Betancourt

#### in Ierland
- 1975: Tiede Herrema

#### in Libanon
- 1982-1992: Libanese gijzelaarskwestie, 96 gijzelaars, ten minste 10 overleden

#### in Syrië
- 2006: Zaak-Ammar en Sara

#### in Rusland
- 2004: Gijzeling in Beslan in september 2004

#### in Israël
- Gilad Shalit, in 2006 door Hamas vrijgelaten, in ruil voor 1027 Palestijnse gevangenen.

## Voetnoten
1. ↑  Van Dale Groot woordenboek van de Nederlandse taal. (1) ...door terroristen of andere misdadigers gegijzeld persoon, om bepaalde eisen af te dwingen. (2) terrorist, misdadiger die iemand gijzelt om bepaalde eisen af te dwingen. 13de druk
2. ↑  Onze Taal. Gijzelaar / gegijzelde. Gearchiveerd op 22 februari 2022.
3. ↑  de Volkskrant, "Ontvoerd Nederlands stel in Jemen vrijgelaten", 10 december 2013.
4. ↑  NOS, "Bedrijf Putten kreeg gijzelaars vrij", 10 januari 2014. Gearchiveerd op 4 december 2022.
5. ↑  woerden.tv. Laatste gijzelaar ontvoeringszaak Sjaak rijke ook vrij, 3 augustus 2017. Gearchiveerd op 13 juli 2023.
6. ↑  NOS, "Sjaak Rijke door Fransen bevrijd in Mali", 6 april 2015. Gearchiveerd op 26 november 2022.
7. ↑  RTL Nieuws. Gegijzelde Ewold Horn 'te zwak om ook te ontsnappen', 6 december 2014.
8. ↑  Algemeen Dagblad. Al 7 jaar gegijzelde Ewold Horn omgekomen bij ontsnappingspoging, 31 mei 2019. Gearchiveerd op 7 december 2022.
9. ↑  https://oorlogsverhalen.com/oorlogsverhalen/ofir-engel/
10. ↑  Trouw, "Vrijlating Fransen ongunstig voor ontvoerde Nederlander Sjaak Rijke", 1 november 2013.